# 비성
비성(鼻聲)은 청자의 카타르시스 혹은 절정 부분에서 색다른 느낌을 주기 위해 일부러 콧소리를 내는 것이다. 일부러 콧소리를 내는 것은 비성이 아니고 호흡을 올바르게 사용하는 발성을 구사하는 사람이 시도해야 하는 것이다. 또한 비성은 비강공명으로 발성으로 울리는 것이다. 코로만 소리를 내는 것이 아니라고 볼 수 있다.

## 같이 보기
- 비강음